# Hartmut Lademacher
Hartmut Lademacher (* 5. Juli 1948) ist ein deutscher Unternehmer.

## Biografie

### Beruf
1990 gründete Lademacher gemeinsam mit Joachim Hertel, Rainer Zimmermann und anderen IBM-Managern das Unternehmen LHS Specifications GmbH in Dietzenbach. LHS ist ein Akronym für „Lademacher und Hertel Specifications“. 1997 ging das Unternehmen als drittes Unternehmen überhaupt an den Neuen Markt. 2000 wurde die Firma für 4,7 Milliarden Euro von dem englisch-französisches IT-Service-Unternehmen Sema Group aufgekauft, die wiederum 2001 von Schlumberger mit Hauptsitz in Willemstad auf der niederländischen Insel Curaçao übernommen wurde. Lademacher wurde zunächst Non-executive Director bei Sema, musste aber Ende November 2000 von diesem Amt zurücktreten, als bekannt wurde, dass er vor der Veröffentlichung von Quartalszahlen Sema-Aktien im Wert von ca. 100 Millionen DM verkauft hatte. 2004 kaufte Lademacher das Unternehmen für angeblich 50 Millionen Euro zurück, um es 2006 an Ericsson zu verkaufen.
1997 wurde Lademacher einer größeren Öffentlichkeit bekannt, als seine Vermögensverwaltung SMM Deutschland GmbH die Villa Andreae von Jürgen Schneider kaufte. 1998 bewahrte Lademacher den VfL Gummersbach vor Finanzproblemen. Sein Vermögen wird auf 600 Millionen Euro geschätzt.
Seit 2015 ist Lademacher Präsident und Vorstandsvorsitzender von Stonebranch, welches sich auf Job Scheduling und Workload Automation spezialisiert.

### Familie
Lademacher ist mit Gabriele Lademacher verheiratet und hat zwei Kinder. Seine Tochter Claire Margareta Lademacher ist mit Félix von Luxemburg, dem zweiten Sohn von Großherzog Henri von Luxemburg verheiratet.